# Jean-Daniel Akpa-Akpro
Jean-Daniel Dave Lewis Akpa-Akpro (Tolosa, 11 ottobre 1992) è un calciatore ivoriano con cittadinanza francese, centrocampista o difensore svincolato.

## Biografia
Nasce in una famiglia di calciatori: anche i suoi fratelli maggiori, Jean-Louis e Jean-Jacques, hanno avuto un passato nel Tolosa. Ha anche un fratello minore di nome Jean-Guy, anch'egli calciatore.

## Caratteristiche tecniche
Nato calcisticamente come terzino, nel corso degli anni viene spesso impiegato come centrocampista di movimento.

## Carriera

### Club

#### Tolosa e Salernitana
Ha fatto il suo esordio da calciatore professionista, con la maglia del Tolosa, il 6 agosto 2011 nella partita esterna di Ligue 1 vinta 2-0 contro l'Ajaccio. Del Tolosa a partire dalla stagione 2014-2015 è stato anche stato capitano. Nel 2016 è stato colpito da una pubalgia grave che lo ha costretto a sospendere l'attività sportiva per più di un anno.
Dopo esser rimasto svincolato nell'estate 2017, l'8 febbraio 2018 passa alla Salernitana. A Salerno, dopo i primi mesi in cui ha giocato poco, si impone da titolare nelle due stagioni successive, garantendo alla squadra ottime prestazioni, al punto da essere considerato il miglior centrocampista della Serie B nella stagione 2019-2020.

#### Lazio
Il 18 settembre 2020, dopo 2 anni e mezzo positivi a Salerno, diventa un nuovo giocatore della Lazio. Esordisce con la maglia della Lazio il 26 settembre 2020 nella seconda giornata di Serie A nelle gara vinta 2-0 in casa del Cagliari, subentrando al minuto 70 a Sergej Milinković-Savić, entrando sin da subito nelle rotazioni dell'allenatore dei biancocelesti Simone Inzaghi. Il 20 ottobre seguente, alla sua prima partita in UEFA Champions League vinta contro il Borussia Dortmund per 3-1 segna la prima rete assoluta con la maglia biancoceleste.
Dopo una prima stagione in cui ha trovato spazio, nella seconda, con la partenza di Simone Inzaghi e l'arrivo in panchina di Maurizio Sarri, il suo spazio diminuisce, finendo col diventare un esubero nell'estate 2022.

#### Prestiti a Empoli e Monza
Il 1º settembre 2022 viene ceduto in prestito all'Empoli. Quattro giorni dopo esordisce con i toscani nella partita di campionato in casa della Salernitana, subentrando nella ripresa a Marko Pjaca. Il 4 maggio 2023 segna la sua prima rete con i toscani, nonché prima in Serie A, nel successo per 3-1 contro il Bologna. L'ivoriano chiude la propria esperienza con i toscani collezionando 24 presenze.
Il 26 agosto 2023 viene ceduto in prestito al Monza. Debutta con la maglia dei brianzoli Il seguente 23 settembre, nel pareggio esterno contro la Lazio (1-1). Nel corso dell'annata scende in campo con discontinuità, riuscendo comunque a mettere a referto 19 presenze in campionato.
A fine prestito fa ritorno alla Lazio che, dopo non essere riuscita a cederlo nel mercato estivo, lo ha escluso dalle liste. Il 2 gennaio 2025 fa ritorno al Monza con la formula del prestito fino al termine della stagione. La sua seconda esperienza in Lombardia, però, è alquanto deludente, poiché si conclude con la retrocessione del club dopo tre anni.

### Nazionale

#### Francia
Nel 2011 viene convocato da Philippe Bergerôo, commissario tecnico della nazionale francese Under-20, per l'amichevole contro Israele in programma il 10 e il 13 novembre, anche se non scende in campo.

#### Costa d'Avorio
Nell'aprile 2014 sceglie di rappresentare il suo paese d'origine, la Costa d'Avorio. Con la Nazionale ivoriana debutta, da titolare, il 31 maggio seguente nell'amichevole disputata contro la Bosnia.
Viene convocato per il campionato del mondo 2014 e per la Coppa d'Africa 2015, poi vinta dagli stessi ivoriani, senza però mai scendere in campo in nessuna delle due competizioni.
Nell'ottobre 2020, dopo cinque anni di assenza, torna a essere convocato dalla nazionale ivoriana. Viene convocato per la Coppa d'Africa 2021.

## Statistiche

### Presenze e reti nei club
Statistiche aggiornate al 18 maggio 2025.
| Stagione           | Squadra            | Campionato         | Campionato | Campionato | Coppe nazionali | Coppe nazionali | Coppe nazionali | Coppe continentali | Coppe continentali | Coppe continentali | Altre coppe | Altre coppe | Altre coppe | Totale | Totale |
| Stagione           | Squadra            | Comp               | Pres       | Reti       | Comp            | Pres            | Reti            | Comp               | Pres               | Reti               | Comp        | Pres        | Reti        | Pres   | Reti   |
| ------------------ | ------------------ | ------------------ | ---------- | ---------- | --------------- | --------------- | --------------- | ------------------ | ------------------ | ------------------ | ----------- | ----------- | ----------- | ------ | ------ |
| 2011-2012          | Tolosa             | L1                 | 13         | 0          | CF+CdL          | 0+1             | 0               | -                  | -                  | -                  | -           | -           | -           | 14     | 0      |
| 2012-2013          | Tolosa             | L1                 | 19         | 1          | CF+CdL          | 2+1             | 0               | -                  | -                  | -                  | -           | -           | -           | 22     | 1      |
| 2012-2013          | Tolosa II          | CFA2               | 7          | 0          | -               | -               | -               | -                  | -                  | -                  | -           | -           | -           | 7      | 0      |
| 2013-2014          | Tolosa             | L1                 | 22         | 1          | CF+CdL          | 2+1             | 0               | -                  | -                  | -                  | -           | -           | -           | 25     | 1      |
| 2014-2015          | Tolosa             | L1                 | 32         | 2          | CF+CdL          | 0+1             | 0+1             | -                  | -                  | -                  | -           | -           | -           | 38     | 3      |
| 2015-2016          | Tolosa             | L1                 | 33         | 1          | CF+CdL          | 1+2             | 0               | -                  | -                  | -                  | -           | -           | -           | 36     | 1      |
| apr. 2016          | Tolosa II          | CFA2               | 1          | 1          | -               | -               | -               | -                  | -                  | -                  | -           | -           | -           | 1      | 1      |
| Totale Tolosa 2    | Totale Tolosa 2    | Totale Tolosa 2    | 8          | 1          |                 |                 |                 |                    |                    |                    |             |             |             | 8      | 1      |
| 2016-2017          | Tolosa             | L1                 | 2          | 0          | CF+CdL          | 0+0             | 0               | -                  | -                  | -                  | -           | -           | -           | 2      | 0      |
| Totale Tolosa      | Totale Tolosa      | Totale Tolosa      | 121        | 5          |                 | 11              | 1               |                    | -                  | -                  |             | -           | -           | 132    | 6      |
| feb.-giu. 2018     | Salernitana        | B                  | 5          | 0          | CI              | -               | -               | -                  | -                  | -                  | -           | -           | -           | 5      | 0      |
| 2018-2019          | Salernitana        | B                  | 22+1       | 0          | CI              | -               | -               | -                  | -                  | -                  | -           | -           | -           | 23     | 0      |
| 2019-2020          | Salernitana        | B                  | 31         | 2          | CI              | 2               | -               | -                  | -                  | -                  | -           | -           | -           | 33     | 2      |
| Totale Salernitana | Totale Salernitana | Totale Salernitana | 58+1       | 2          |                 | 2               | 0               |                    | -                  | -                  |             | -           | -           | 61     | 2      |
| 2020-2021          | Lazio              | A                  | 32         | 0          | CI              | 2               | 0               | UCL                | 8                  | 1                  | -           | -           | -           | 42     | 1      |
| 2021-2022          | Lazio              | A                  | 10         | 0          | CI              | 0               | 0               | UEL                | 3                  | 0                  | -           | -           | -           | 13     | 0      |
| 2022-2023          | Empoli             | A                  | 24         | 1          | CI              | 0               | 0               | -                  | -                  | -                  | -           | -           | -           | 24     | 1      |
| 2023-2024          | Monza              | A                  | 19         | 0          | CI              | -               | -               | -                  | -                  | -                  | -           | -           | -           | 19     | 0      |
| 2024-gen. 2025     | Lazio              | A                  | 0          | 0          | CI              | 0               | 0               | UEL                | 0                  | 0                  | -           | -           | -           | 0      | 0      |
| Totale Lazio       | Totale Lazio       | Totale Lazio       | 42         | 0          |                 | 2               | 0               |                    | 11                 | 1                  |             | -           | -           | 55     | 1      |
| gen.-giu. 2025     | Monza              | A                  | 14         | 0          | CI              | -               | -               | -                  | -                  | -                  | -           | -           | -           | 14     | 0      |
| Totale Monza       | Totale Monza       | Totale Monza       | 33         | 0          |                 | 0               | 0               |                    | -                  | -                  |             | -           | -           | 33     | 0      |
| Totale carriera    | Totale carriera    | Totale carriera    | 287        | 9          |                 | 15              | 1               |                    | 11                 | 1                  |             | -           | -           | 313    | 11     |

### Cronologia presenze e reti in nazionale
| Cronologia completa delle presenze e delle reti in nazionale ― Costa d'Avorio | Cronologia completa delle presenze e delle reti in nazionale ― Costa d'Avorio | Cronologia completa delle presenze e delle reti in nazionale ― Costa d'Avorio | Cronologia completa delle presenze e delle reti in nazionale ― Costa d'Avorio | Cronologia completa delle presenze e delle reti in nazionale ― Costa d'Avorio | Cronologia completa delle presenze e delle reti in nazionale ― Costa d'Avorio | Cronologia completa delle presenze e delle reti in nazionale ― Costa d'Avorio | Cronologia completa delle presenze e delle reti in nazionale ― Costa d'Avorio |
| Data                                                                          | Città                                                                         | In casa                                                                       | Risultato                                                                     | Ospiti                                                                        | Competizione                                                                  | Reti                                                                          | Note                                                                          |
| ----------------------------------------------------------------------------- | ----------------------------------------------------------------------------- | ----------------------------------------------------------------------------- | ----------------------------------------------------------------------------- | ----------------------------------------------------------------------------- | ----------------------------------------------------------------------------- | ----------------------------------------------------------------------------- | ----------------------------------------------------------------------------- |
| 30-5-2014                                                                     | Saint Louis                                                                   | Bosnia ed Erzegovina                                                          | 2 – 1                                                                         | Costa d'Avorio                                                                | Amichevole                                                                    | -                                                                             |                                                                               |
| 10-9-2014                                                                     | Yaoundé                                                                       | Camerun                                                                       | 4 – 1                                                                         | Costa d'Avorio                                                                | Qual. Coppa d'Africa 2015                                                     | -                                                                             | 58’                                                                           |
| 11-10-2014                                                                    | Kinshasa                                                                      | RD del Congo                                                                  | 1 – 2                                                                         | Costa d'Avorio                                                                | Qual. Coppa d'Africa 2015                                                     | -                                                                             | 89’                                                                           |
| 15-10-2014                                                                    | Abidjan                                                                       | Costa d'Avorio                                                                | 3 – 4                                                                         | RD del Congo                                                                  | Qual. Coppa d'Africa 2015                                                     | -                                                                             | 89’                                                                           |
| 26-3-2015                                                                     | Abidjan                                                                       | Costa d'Avorio                                                                | 2 – 0                                                                         | Angola                                                                        | Amichevole                                                                    | -                                                                             |                                                                               |
| 29-3-2015                                                                     | Abidjan                                                                       | Costa d'Avorio                                                                | 1 – 1                                                                         | Guinea Equatoriale                                                            | Amichevole                                                                    | -                                                                             |                                                                               |
| 14-6-2015                                                                     | Libreville                                                                    | Gabon                                                                         | 0 – 0                                                                         | Costa d'Avorio                                                                | Amichevole                                                                    | -                                                                             |                                                                               |
| 6-9-2015                                                                      | Port Harcourt                                                                 | Sierra Leone                                                                  | 0 – 0                                                                         | Costa d'Avorio                                                                | Qual. Coppa d'Africa 2017                                                     | -                                                                             |                                                                               |
| 9-10-2015                                                                     | Agadir                                                                        | Marocco                                                                       | 0 – 1                                                                         | Costa d'Avorio                                                                | Amichevole                                                                    | -                                                                             | 46’                                                                           |
| 13-11-2015                                                                    | Monrovia                                                                      | Liberia                                                                       | 0 – 1                                                                         | Costa d'Avorio                                                                | Qual. Mondiali 2018                                                           | -                                                                             | 52’                                                                           |
| 17-11-2015                                                                    | Abidjan                                                                       | Costa d'Avorio                                                                | 3 – 0                                                                         | Liberia                                                                       | Qual. Mondiali 2018                                                           | -                                                                             |                                                                               |
| 8-10-2020                                                                     | Bruxelles                                                                     | Belgio                                                                        | 1 – 1                                                                         | Costa d'Avorio                                                                | Amichevole                                                                    | -                                                                             | 90’                                                                           |
| 13-10-2020                                                                    | Utrecht                                                                       | Giappone                                                                      | 1 – 0                                                                         | Costa d'Avorio                                                                | Amichevole                                                                    | -                                                                             | 67’                                                                           |
| 12-11-2020                                                                    | Abidjan                                                                       | Costa d'Avorio                                                                | 2 – 1                                                                         | Madagascar                                                                    | Qual. Coppa d'Africa 2021                                                     | -                                                                             | 68’                                                                           |
| 17-11-2020                                                                    | Toamasina                                                                     | Madagascar                                                                    | 1 – 1                                                                         | Costa d'Avorio                                                                | Qual. Coppa d'Africa 2021                                                     | -                                                                             | 83’                                                                           |
| 30-3-2021                                                                     | Abidjan                                                                       | Costa d'Avorio                                                                | 3 – 1                                                                         | Etiopia                                                                       | Qual. Coppa d'Africa 2021                                                     | -                                                                             |                                                                               |
| 6-9-2021                                                                      | Abidjan                                                                       | Costa d'Avorio                                                                | 2 – 1                                                                         | Camerun                                                                       | Qual. Mondiali 2022                                                           | -                                                                             | 83’                                                                           |
| Totale                                                                        |                                                                               | Presenze                                                                      | 17                                                                            |                                                                               | Reti                                                                          | 0                                                                             |                                                                               |

## Palmarès

### Nazionale
- Coppa d'Africa: 1

Guinea Equatoriale 2015